# Kleine kruisafneming
De Kleine kruisafneming is een tweeluik van Hugo van der Goes uit circa 1480. De rechterhelft van het tweeluik behoort tot de collectie van de Gemäldegalerie in Berlijn. Het is een zogeheten Tüchlein, een schildering in lijmtempera op doek. Er bestaan enkele andere werken in deze techniek die aan Hugo van der Goes of schilders uit zijn omgeving worden toegeschreven, zoals het fragment van de Bewening in halffiguren (of Grote kruisafneming), de Madonna van Pavia en De aanbidding door de koningen van Justus van Gent.
Op het doek staan Maria en de apostel Johannes aan de voet van het kruis afgebeeld, vergezeld door de drie andere Maria's, onder wie Maria Magdalena uiterst rechts. Op de linkerhelft van het tweeluik wordt Christus van het kruis gehaald door Jozef van Arimathea, Nikodemus en een derde man. Deze voorstelling is bekend van de navolgingen van het tweeluik door onder meer Hans Memling. 
Een Tüchlein dat in 1950 werd ontdekt en in privébezit is, wordt meestal beschouwd als de ontbrekende linkerhelft van het originele tweeluik van Hugo van der Goes, hoewel Elisabeth Dhanens zich erover verwonderde dat het lichaam van Christus hier gespiegeld is ten opzichte van de latere varianten. Dit levert een minder bevredigende compositie op dan in de versie van Hans Memling. Daar staat tegenover dat de beide doeken hetzelfde formaat hebben. De oriëntering van Christus op de versie van Hugo van der Goes is wel nagevolgd op een doek in het Lindenau-museum in Altenburg. Dhanens deed de suggestie dat het bij dergelijke doeken – in het bijzonder het schilderij in Altenburg, dat voorzien is van een versierd kader – om processievaandels kon gaan.
De man met de baard die op de kruisafneming de kijker aanstaart, komt ook voor op het schilderij De dood van Maria van Hugo van der Goes en op de prent van Schongauer met hetzelfde onderwerp. De vrouw die in wanhoop haar handen opheft, herinnert aan de bewening van de Weense diptiek.

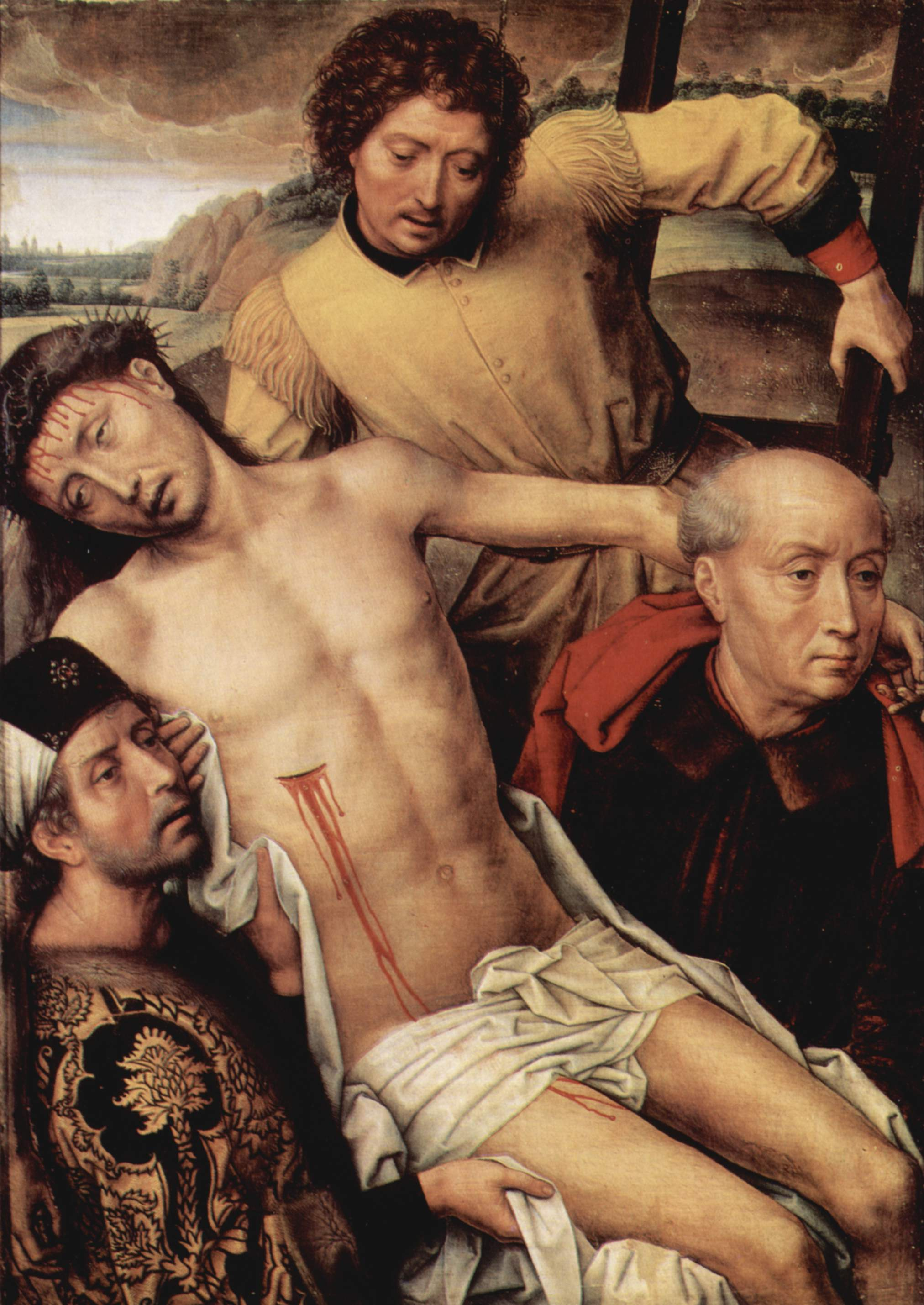
Hans Memling, Tweeluik met de kruisafneming, Capilla Real, Kathedraal van Granada
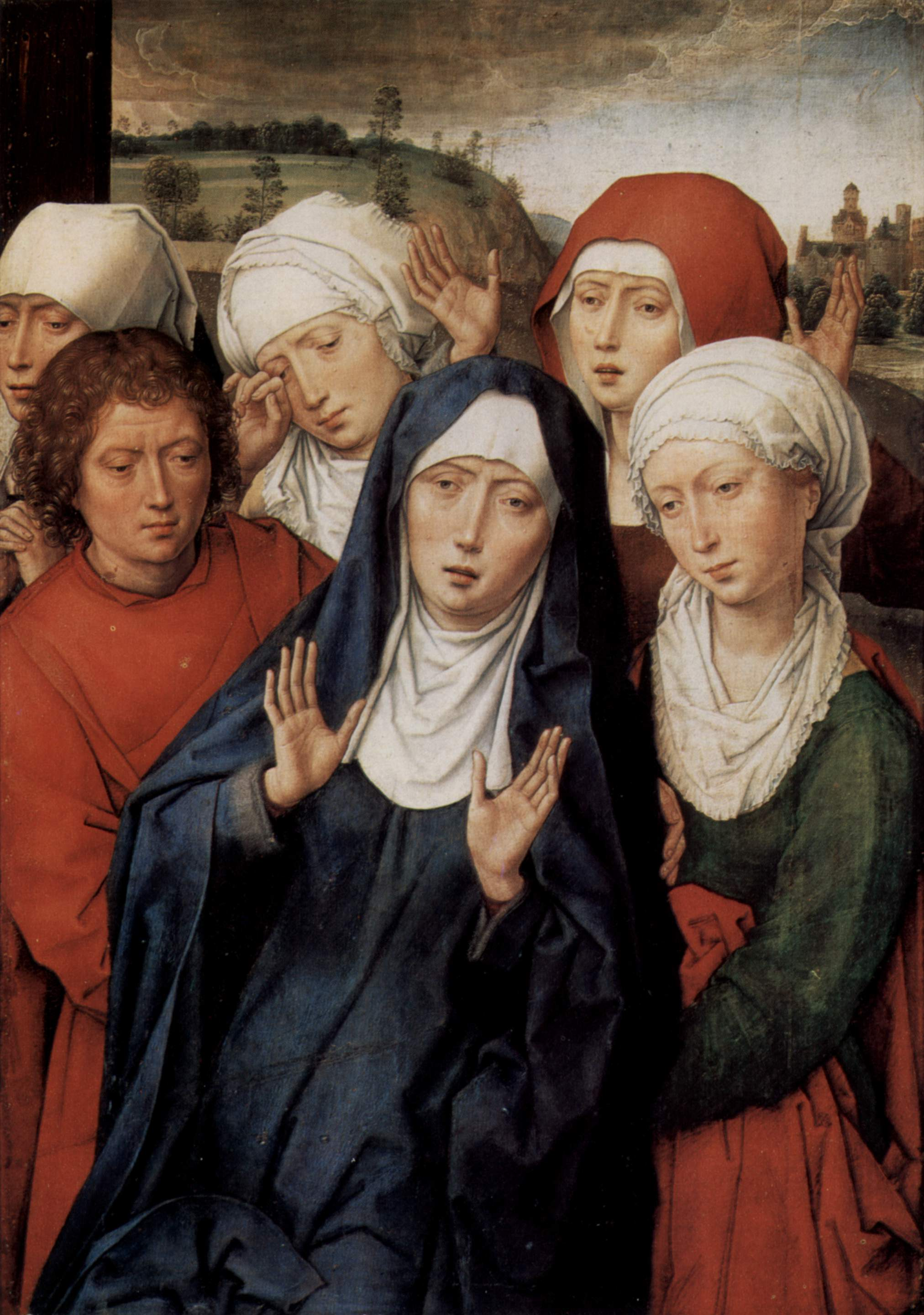
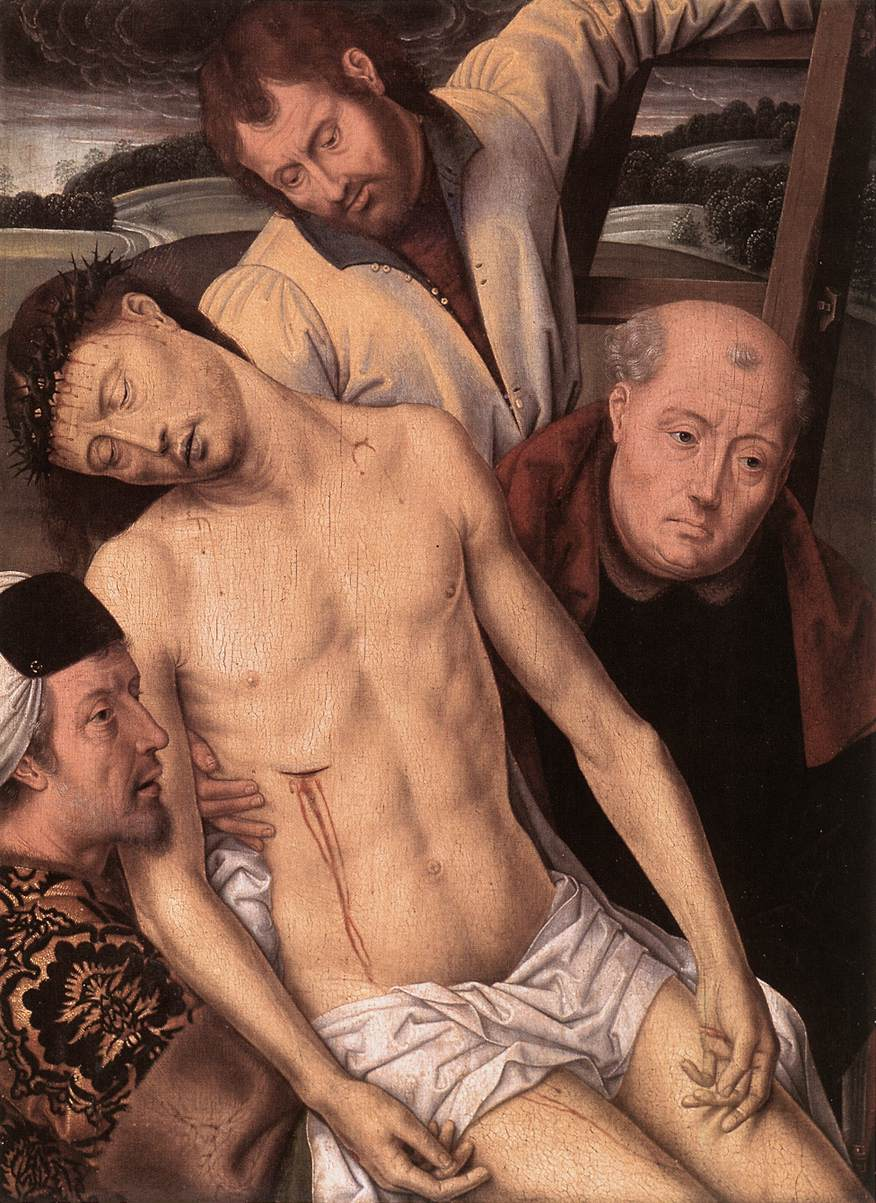
Een andere variant door Hans Memling, Groeningemuseum, Brugge

## Herkomst
Het doek met de treurende vrouwen werd in 1900 door O. Huldschinsky geschonken aan het museum in Berlijn.
Het doek met de kruisafneming werd in 1950 ontdekt in de Landry-collectie en in 1951 aangekocht door een privéverzamelaar in New York. In 2021 werd het geveild bij Sotheby's voor ruim drie miljoen dollar.